# Lasiopodomys
Lasiopodomys is een geslacht van zoogdieren uit de onderfamilie van de woelmuizen (Arvicolinae). De wetenschappelijke naam van het geslacht werd in 1887 gepubliceerd door Fernand Lataste.

## Soorten
Er worden 2 soorten in dit geslacht geplaatst:
- Lasiopodomys brandtii (von Radde, 1861) – Steppewoelmuis
- Lasiopodomys mandarinus (A. Milne-Edwards, 1871)